# David Wingo
David Wingo est un compositeur américain de musique de films.
Il est notamment connu pour sa collaboration avec les réalisateurs David Gordon Green et Jeff Nichols pour lequel il a composé la musique des films Take Shelter (2011), Mud (2012), Midnight Special (2016) et Loving (2016).

## Filmographie

### Cinéma

#### Longs métrages
- 2000 : George Washington de David Gordon Green (co-compositeur avec Michael Linnen)
- 2001 : Manic de Jordan Melamed (co-compositeur avec Michael Linnen)
- 2003 : All the Real Girls de David Gordon Green (co-compositeur avec Michael Linnen)
- 2006 : The Guatemalan Handshake de Todd Rohal
- 2007 : Snow Angels de David Gordon Green (co-compositeur avec Jeff McIlwain)
- 2007 : Great World of Sound de Craig Zobel
- 2009 : Gentlemen Broncos de Jared Hess
- 2011 : Take Shelter de Jeff Nichols
- 2011 : Baby-sitter malgré lui (The Sitter) de David Gordon Green (co-compositeur avec Jeff McIlwain)
- 2012 : Mud : Sur les rives du Mississippi (Mud) de Jeff Nichols
- 2013 : Prince of Texas (Prince Avalanche) de David Gordon Green (co-compositeur avec Explosions in the Sky)
- 2013 : Joe de David Gordon Green (co-compositeur avec Jeff McIlwain)
- 2014 : Alex of Venice de Chris Messina
- 2014 : Manglehorn de David Gordon Green (co-compositeur avec Explosions in the Sky)
- 2015 : Maggie de Henry Hobson
- 2015 : Our Brand Is Crisis de David Gordon Green
- 2016 : Midnight Special de Jeff Nichols
- 2016 : Loving de Jeff Nichols
- 2017 : Brigsby Bear de Dave McCary
- 2018 : State Like Sleep de Meredith Danluck
- 2019 : The Report de Scott Z. Burns
- 2023 : The Bikeriders de Jeff Nichols

#### Courts métrages
- 1997 : Pleasant Grove de David Gordon Green

### Télévision

#### Téléfilm
- 2017 : Sea Oak de Hiro Murai

#### Séries télévisées
- 2018 : Barry (8 épisodes)
- 2018 : Kidding (10 épisodes)

### Documentaires
- 2010 : Soundtracker de Nick Sherman
- 2010 : Gerrymandering de Jeff Reichert
- 2013 : Remote Area Medical de  Jeff Reichert et Farihah Zaman
- 2014 : The Great Invisible de Margaret Brown
- 2015 : Independent Lens, épisode The Great Invisible de Margaret Brown
- 2018 : Wrestle de Suzannah Herbert et Lauren Belfer

### Jeux vidéo
- 2020 : Twin Mirror